# マグダラのマリアのいる磔刑
『マグダラのマリアのいる磔刑』（マグダラのマリアのいるたっけい、伊:Crocifisso con la Maddalena）は、1502-1505年ごろにイタリアのルネサンス期の画家、ルカ・シニョレッリが制作したカンヴァス上のテンペラ画であり、現在、フィレンツェのウフィツィ美術館に所蔵されている。一般に画家の後期の真作とされている。

## 歴史
『マグダラのマリアのいる磔刑』は、フィレンツェのアカデミア美術館の目録に最初に記載された。アカデミア美術館には、18世紀後半から19世紀初頭にかけてフィレンツェの廃止された修道院から押収されたすべての芸術作品が持ち込まれた。カヴァルカゼッレは当初、作品をアンドレア・デル・カスターニョに帰属し、マッセリの目録でも同様であったが、1879年にヴィッシャーがシニョレッリの真作であると主張した。 1889年、クラットウェルは作品をシニョレッリの工房の助手に帰属し、アドルフォ・ベントゥーリも同意したが、美術史家のバーナード・ベレンソン、マリオ・サルミ、そしてモリオンドはヴィッシャーに賛同した。
1953年の修復では、作品の裏側に伝統的な図像を使用していると特定された聖ヒエロニムスの絵画が見つかった。絵画はカンヴァスの2番目の補助具で覆われていた。

## 概要と様式
突き出た岩と波が打ち寄せる海のある、風光明媚でほとんど幻想的な風景を背景に、キリストの磔刑はシルエットとなっており、暗く、記念碑的である。キリストは堅く、正面向きに表現され、受難の兆候がはっきりと見える（例えば、滴る血）。マグダラのマリアは、顔が落ち着いているようでも、必死のジェスチャーで腕を伸ばし、ひざまずいている。十字架の下では、ヘビのついた頭蓋骨がメメント・モリの意味合いを有している。
背景には、さまざまな距離（常にうまく組み合わされているとは限らない）にある、関連した場面が描かれている。聖ペテロの悔悛、ピラミッド型構図による十字架からの降下、そしてキリストの遺骸の運搬である。左側には、崖の端にあるサンタンジェロ城など、古典的なモニュメントや遺跡に満ちた街がある。
手前の小さな花は、フランドル美術とレオナルド・ダ・ヴィンチの科学的自然主義に敬意を表している。